# 穆罕默德·塔茹季诺维奇·哈吉耶夫
穆罕默德·塔茹季诺维奇·哈吉耶夫（羅馬化：Magomed Tazhudinovich Gadzhiyev；1965年4月7日—）是俄罗斯政治人物，国家杜马议员。
1996年，他毕业于马哈奇卡拉管理与商业学院。1998年，他毕业于达吉斯坦国立大学。2003年，他当选第四届国家杜马议员。2007年、2011年和2016年，他连任第五届、第六届和第七届国家杜马议员。
2023年，他离开俄罗斯。同年5月26日，俄罗斯联邦司法部将其列入外国代理人名单，原因是其在境外表示愿意获得外国公民身份并支持乌克兰当局。27日，统一俄罗斯党将其开除党籍。